# Rob van der Zee
Rob van der Zee (10 maart 1963) is een Nederlands dirigent en klarinettist.

## Opleiding
Van der Zee studeerde in zijn jeugdjaren klarinet. Na zijn havo-opleiding en een studie aan de pedagogische academie in Heerlen, met als specialisatie muziek en aardrijkskunde, begon hij in 1983 aan het Conservatorium Maastricht zijn studie schoolmuziek en Hafa-directie, welke laatste hij afsloot met een onderscheiding. Nadien volgde hij nog onderricht bij Pierre Kuijpers en op het conservatorium in Maastricht orkestdirectie bij Jan Stulen. In 1998 sloot hij zijn studie succesvol af met het UM-diploma Hafa-directie tijdens een concert met de Koninklijke Militaire Kapel.

## Activiteiten
Als docent muziek werkte hij in het reguliere onderwijs aan scholen in Rotterdam en Maastricht, tegenwoordig werkt hij als leerkracht op een basisschool. Als dirigent is hij werkzaam geweest bij diverse verenigingen in Limburg, onder andere bij de Koninklijk Erkende Harmonie St. Catharina Lemiers, Muziekvereniging T.O.G. Welten, harmonie St.Caecilia Geulle, harmonie Aurora Grevenbicht, fanfare St.Martinus Urmond, het Limburgs Fanfare Orkest en Harmonie "Wilhelmina", Wolder, te Maastricht. Tegenwoordig dirigeert hij Fanfare St. Clemens Arensgenhout.
Met het Limburgs Fanfare Orkest heeft hij meerdere cd's opgenomen voor Bronsheim Muziekuitgeverij.
Behalve het dirigentschap is Van der Zee ook actief als arrangeur, hij schreef bewerkingen voor harmonie of fanfare, onder andere Circius van Aagaard Nilson voor fanfare, en de finale (The Tocsin) uit de 11de Symfonie van Dmitri Sjostakovitsj.

## Prijzen en onderscheidingen
Tijdens het Wereld Muziek Concours van 1989 in Kerkrade was Van der Zee in de finale van de Internationale Dirigentenwedstrijd winnaar van de gouden dirigeerstok. Daarnaast behaalde Rob meerdere eervolle vermeldingen met zijn verenigingen: met de fanfare van Urmond het landskampioenschap in de concertafdeling fanfare, en het Limburgs kampioenschap met TOG Welten en Catharina Lemiers, en scoorde vele malen lof op concoursen.